# C/2020 F8 (SWAN)
Pour les articles homonymes, voir Comète SWAN.
Comète non-périodique
C/2020 F8 (SWAN) est une comète découverte dans les images prises le 25 mars 2020 par l'Observatoire solaire et héliosphérique (SOHO) à l'aide de la caméra SWAN,.
À cette époque, elle est située à environ 0,8 unité astronomique (UA) de la Terre en direction de la constellation du Verseau. D'une magnitude apparente de 5,6, elle peut être vue à l'œil nu dans un ciel sombre, préférablement dans l'hémisphère sud. Elle a atteint entre la 4ème et la 5ème  magnitude au cours du mois de mai selon les sources,.
Dans l'hémisphère nord, il était possible de la voir à partir de la fin mai, alors qu'elle passait près de l'étoile Capella.

## Orbite
Avec seulement 8 jours d'observation, le Jet Propulsion Laboratory (JPL) classifie la trajectoire de la comète comme étant hyperbolique, avec une excentricité orbitale de 1,01 ± 0,015. Des observations supplémentaires sont nécessaires pour préciser les incertitudes et pour savoir si la période orbitale est de l'ordre des milliers ou des millions d'années. Quant à lui, le Centre des planètes mineures annonce une excentricité très légèrement inférieure à 1 mais sans préciser d'incertitude.
Le 12 mai 2020, la comète passe à environ 0,56 UA de la Terre, alors que le 27, elle atteint son périapside, à 0,43 UA du Soleil.